# Chiesa di Santa Maria Mater Ecclesiae
La chiesa di Santa Maria Mater Ecclesiae è una chiesa di Roma, nella zona Torrino, in piazza Cina.
Essa è stata costruita, su progetti dell'ingegnere Giorgio Pacini tra il 1986 ed il 1988, in sostituzione di una chiesa precedente, ancora esistente e che conserva al suo interno una scultura di Eustachio Errani raffigurante Maria madre della Chiesa (in latino mater ecclesiae). La cerimonia della posa della prima pietra della nuova chiesa avvenne il 1º giugno 1986: per l'occasione fu utilizzata una pietra, trovata durante alcuni scavi in Vaticano ed appartenuta all'antica basilica di San Pietro in Vaticano, benedetta da Paolo VI in occasione della chiusura del Concilio Vaticano II (Santa Maria Mater Ecclesiae è  infatti la parrocchia voluta da Papa Paolo VI in ricordo del Concilio). Il nuovo edificio fu solennemente consacrato dal cardinale vicario Ugo Poletti il 28 maggio 1988. Il 19 febbraio 1989 la chiesa ha ricevuto la visita pastorale di papa Giovanni Paolo II.
La chiesa è sede parrocchiale, istituita dal cardinale vicario Luigi Traglia il 13 maggio 1966 con il decreto Ne sacrosancti concilii.